# 元山農業大學
元山農業大學（朝鲜语：／），於1948年9月1日建校，前身為金日成綜合大學農學系，学校也是朝鲜民主主义人民共和国成立後的第一所農業大學。